# Sytuacja prawna i społeczna osób LGBT w Słowenii

Tęczowa flaga – symbol społeczności LGBT

Tęczowa flaga w kształcie Słowenii

Lesbijki, geje, osoby biseksualne i osoby transpłciowe oraz osoby queer mogą się spotkać w Słowenii z trudnościami, których nie spotykają osoby heteroseksualne, mimo tego, iż prawodawstwo w tym zakresie czyni ze Słowenii najbardziej postępowy kraj byłej Jugosławii i jedno z najbardziej postępowych państw słowiańskich.

## Prawo wobec kontaktów homoseksualnych
Kontakty seksualne pomiędzy osobami tej samej płci są legalne od 1977 roku. W tym samym roku zrównano wiek osób legalnie dopuszczających się kontaktów homo- i heteroseksualnych – wynosi on 14 lat.

### Historia
Zgodnie z Kodeksem karnym z 30 czerwca 1959 kontakty seksualne między mężczyznami były nielegalne w całej (obecnie byłej) Jugosławii. Prawo nie odnosiło się w żaden sposób do seksualnych interakcji między kobietami. W pierwszej połowie lat 70. XX wieku obowiązek wykonania kary za to przestępstwo został przekazany przez Republikę Federalną ośmiu poszczególnym częściom państwa. Nowy kodeks karny zdekryminalizował stosunki homoseksualne – prawo przyjęto w 1976 roku, a weszło ono w życie w roku 1977.

### Krwiodawstwo
Mężczyźni mający kontakty seksualne z mężczyznami od 2022 mogą być w Słowenii dawcami krwi.

## Ochrona prawna przed dyskryminacją
W roku 1998 dyskryminacja z powodu orientacji seksualnej została zakazana w miejscach pracy. To samo dotyczy osób poszukujących pracy. Dyskryminacja na podstawie orientacji seksualnej jest również zabroniona na wielu innych płaszczyznach, takich jak edukacja, prawo mieszkaniowe oraz dostęp do towarów i usług. Słowenia posiada jedno z najbardziej rozwiniętych praw antydyskryminacyjnych w Unii Europejskiej.

### Azyl
Słoweńskie przepisy prawne nie przyznają prawa osobom do ubiegania się o azyl polityczny z powodu prześladowań przez wzgląd na orientację seksualną we własnym kraju. Była jednak już jedna sprawa, w której słoweński sąd przyznał takie prawo.

### Służba wojskowa
Osoby homoseksualne nie są wykluczone ze służby wojskowej z powodu swojej orientacji seksualnej. Słowenia zniosła obowiązkową służbę wojskową w 2003 roku.

## Uznanie związków osób tej samej płci

### Związek partnerski
Projekt ustawy o związkach partnerskich, zaproponowany przez opozycję, niemal zrównujący prawa par jednopłciowych z małżeństwami (pozbawiający jednak możliwości adopcji, taką możliwość miał dawać osobny projekt), został odrzucony w kwietniu 2005. Nie był to jednak pierwszy projekt ustawy tego typu – poprzedni zaproponowano w 1996.
W lipcu 2005 roku w Słowenii umożliwiono rejestrację związków partnerskich par tej samej płci. Ustawa ta została przyjęta przez konserwatywny rząd, który nie konsultował się w tej sprawie ze środowiskami homoseksualnymi. Rząd został poddany również krytyce opozycji, która na znak protestu opuściła salę obrad podczas głosowania nad projektem. Rejestrowane związki partnerskie dla osób tej samej płci (registrirana istospolna partnerska skupnost) weszły w życie 23 lipca 2006 roku. Obejmowały one ograniczone prawo spadkowe, system składek i ubezpieczeń; odwoływały się one także do najbliższych krewnych obu stron związku.
W lipcu 2009 Trybunał Konstytucyjny Słowenii orzekł, iż artykuł 22 o rejestrowanych związkach partnerskich narusza artykuł 14 Konstytucji Słowenii mówiący o zakazie dyskryminacji z powodu orientacji seksualnej, a powstała niezgodność powinna zostać usunięta przez prawodawców w ciągu sześciu miesięcy. Mowa była o poszerzeniu praw osób pozostających w związkach jednopłciowych.
W grudniu 2009 centrolewicowy rząd zaproponował nowy kodeks rodzinny przewidujący pełne równouprawnienie par jednopłciowych i różnopłciowych, małżeństwo osób tej samej płci i adopcję dla par homoseksualnych. Projekt wysłano do Zgromadzenia Państwowego. Po długim okresie oczekiwania i leżenia projektu odłogiem, kompromisowa wersja kodeksu rodzinnego została przyjęta w czerwcu 2011 roku. Wprowadzono dla par jednopłciowych niemalże wszystkie prawa przysługujące małżeństwom – łącznie z adopcją biologicznego dziecka partnera – jednakże adopcja dziecka niespokrewnionego z parą jednopłciową oraz sama instytucja małżeństwa pozostały dostępne jedynie dla związków kobiety i mężczyzny. Tak czy inaczej, wprowadzone zmiany zostały anulowane na podstawie przeprowadzonego w 2012 referendum, w wyniku którego został przywrócony stan prawny z 2006.
W grudniu 2015 roku deputowany Jani Möderndorfer z Partii Nowoczesnego Centrum złożył projekt ustawy przyznający parom jednopłciowym takie same prawa jakie mają małżeństwa różnopłciowe, z wyjątkiem prawa do wspólnej adopcji oraz praw związanych ze wspomaganiem rozrodu (in vitro). Projekt uzyskał poparcie rządu w marcu 2016, a 21 kwietnia 2016 został przyjęty przez parlament, stosunkiem głosów 53 do 15. Ustawa weszła w życie w dniu 24 maja 2016, ale art. 10 przewidywał 9 miesięczny okres przejściowy, dlatego mogła być stosowana od 24 lutego 2017. Ustawa ta wprowadza nową instytucję związku partnerskiego (partnerska zveza), umożliwiając zawieranie takich związków w urzędzie w procedurze identycznej jak małżeństwo. Zarejestrowane dotychczas związki partnerskie przestaną istnieć w ciągu 6 miesięcy – i zostaną zamienione na tę nową formę prawną, która daje prawa równe małżeństwom (zakonska zveza) z dwoma wyjątkami, a więc bez prawa do adopcji i prawa do wspomagania rozrodu (in vitro).
W światowych mediach przepisy ustawy o związkach partnerskich mylnie przedstawiono jako umożliwiające małżeństwa jednopłciowe.

### Małżeństwo osób tej samej płci
W grudniu 2014 opozycyjna partia Zjednoczona Lewica przedstawiła projekt nowelizujący ustawę z 1976 o małżeństwie i relacjach rodzinnych, który wprowadzi małżeństwa osób tej samej płci. 29 stycznia 2015 rząd nie wyraził sprzeciwu wobec projektu. 10 lutego 2015 komitet ds. pracy, rodziny, polityki społecznej i niepełnosprawności przyjął w drugim czytaniu ustawę głosami 11 za, 2 przeciw. Trzecie czytanie ustawy zostało zaplanowane na marzec 2015. 3 marca 2015 słoweński parlament uchwalił ustawę ustanawiającą małżeństwa osób tej samej płci. Za przyjęciem tej ustawy głosowało 51 deputowanych, zaś 28 było przeciw.
1 stycznia 2022 roku Słowenia wprowadziła możliwość zawarcia jednopłciowego małżeństwa.

## Adopcja dzieci przez pary jednopłciowe
Pary jednopłciowe mają w Słowenii od 2022 roku mają pełne prawa do adopcji dzieci – zarówno tych z domu dziecka, jak i tych, których jedna z osób jest rodzicem biologicznym.

## Prawa osób transpłciowych
Osoby transpłciowe mają w Słowenii możliwość prawnej korekty płci.

## Życie osób LGBT w kraju

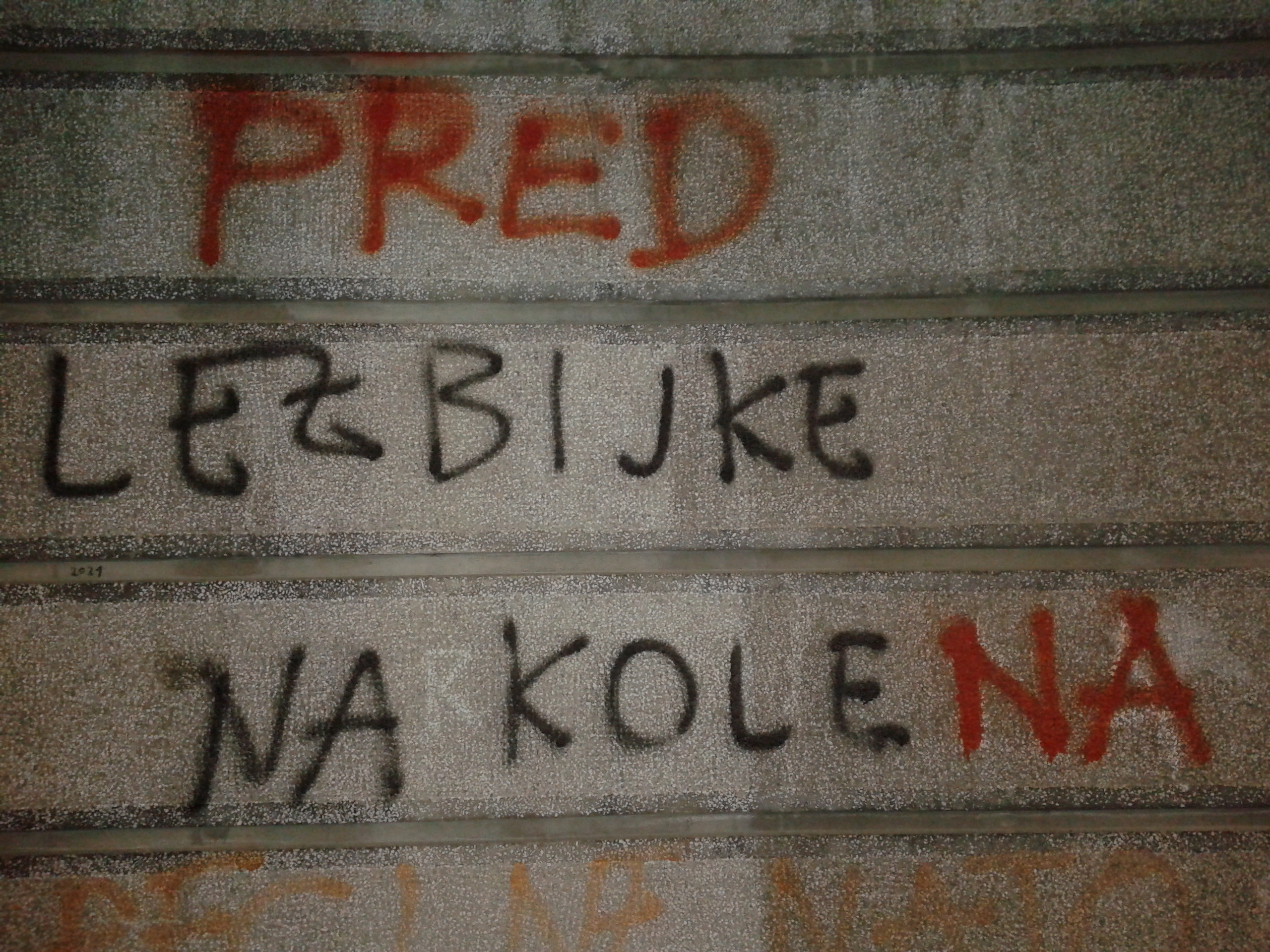
Czarny napis graffiti w Kranju Lezbijke na kole (po słoweńsku Lesbijki na stos) przerobiony kolorem pomarańczowym na Pred lezbijke na kolena (po słoweńsku Przed lesbijkami na kolana). (zdjęcie z 2013 r.)

Gejowskie i lesbijskie ruchy społeczne są w Lublanie aktywne od 1984. Wtedy MAGNUS, gejowski oddział ŠKUC (Studenckiego Centrum Kulturalnego w Lublanie) został założony jako „organizacja kulturalna na rzecz socjalizacji homoseksualizmu”. Prolesbijska grupa feministyczna, Lilit, rozpoczęła działalność w 1985. Jej kontynuatorem jest założone w 1987 LL, lesbijska grupa działająca w ramach ŠKUC. W 1990 MAGNUS i LL założyły wspólnie narodową organizację gejów i lesbijek o nazwie Roza Klub.
W innych częściach kraju nie istnieją – lub są bardzo nieliczne – organizacje zajmujące się prawami mniejszości seksualnych.
W Lublanie znajduje się wiele klubów i barów gay-friendly. Początkowo niewielka ich liczba wzrasta z roku na rok. W klubie K4 w Lublanie organizowane są imprezy dla gejów i lesbijek (K4 ROZA) w jedną sobotę w miesiącu. W klubach Factory i Bolivar gejowsko-lesbijskie imprezy organizuje grupa Jing Jang. Odbywają się one średnio raz w miesiącu. Inne gay-friendly lokale w Lublanie to Lan, Tiffany i Galerija.
Odnotowano liczne przypadki przemocy wobec mniejszości seksualnych w całym kraju, w tym słynny atak, który miał miejsce podczas spotkania literackiego w jednym ze znanych gejowskich barów w Lublanie. Sprawcami byli młodzi mężczyźni trzymający pochodnie w rękach. Gejowski działacz Mitja Blažič został ranny.
Podczas parady mniejszości seksualnych w 2007 w Mariborze kilka osób zostało pobitych przez młodych mężczyzn. Na wiejskich terenach Słowenii wiele osób ledwo co kojarzy terminy takie jak gej, lesbijka, feminizm czy transpłciowość.

## Sondaże
Sondaż Eurobarometru opublikowany w 2006 pokazuje, iż 31% Słoweńców popiera małżeństwa osób tej samej płci, a 17% nadanie parom jednopłciowym praw adopcyjnych (średnia Unii Europejskiej to 44% i 33%).
| Poparcie Słoweńców wobec:                    | Za | Przeciw |
| -------------------------------------------- | -- | ------- |
| Małżeństw homoseksualnych (2003)             | 40 | 55      |
| Małżeństw homoseksualnych (2006)             | 31 | –       |
| Adopcji dzieci przez homoseksualistów (2003) | 30 | 67      |
| Adopcji dzieci przez homoseksualistów (2006) | 17 | –       |
| Równego traktowania homoseksualistów (2001)  | 44 | 18      |